# Llengües gê
Les llengües gê (o també jê) són una desena de llengües amazòniques que formen una família lingüística identificada per W. Schimidt. Aquestes llengües juntament amb altres 11 subfamílies més formarien una família hipotètica més àmplia anomenada provisionalment Macro-gê, la confirmació de la qual com a família encara no ha estat satisfactòriament demostrada, per a la qual s'han proposat una poques desenes de cognats tan sols.

## Classificació
W. Schmidt (1926) va emprar inicialment el terme Ges-Tapuya per a designar col·lectivament a un conjunt de llengües de la família Ye pròpiament dita. Loukotka (1942) va usar el terme Tapuya-žé essencialment de la mateixa manera.
Va ser J. Alden Mason (1950) qui va proposar la hipòtesi Macro-Gê, àmpliament acceptada avui dia i que engloba a altres petites famílies de llengües amazòniques a més de les llengües gê, pròpiament dites. Curt Nimuendajú (1946), Métraux (1946) i Lowie ja havien situat el Kaingang en la família Gê. Pels altres els detalls i el nombre de grups acceptats que integrarien la macrofamília Macro-Gê ha anat variant a mesura que es disposava de millors dades. Loukotka va considerar 8 branques, Mason 10 branques, més tard Davis (1966-68) va mostrar que les llengües Kaigang no eren una branca independent sinó llengües Gê pròpiament dites; i va mostrar evidències de correspondències fonètiques regulars entre les llengües Gê i dos grups més. A. D. Rodrigues (1999) considera un total de 12 grups independents, un dels quals serien les llengües Gê-Kaingang.

## Llengües de la família
Segons Ethnologue (que moet el jeikó), comprèn les següents llengües († = llengua extinta):
- Jeikó (†)
- Gê septentrional
  - Apinayé (2.300 parlants)
  - Mẽbengokre (Kayapó) (8.638 parlants)
  - Panará (Kreen Akarore) (380 parlants)
  - Suyá (350 parlants)
  - Timbira (Canela-Krayô, amb els dialectes canela i kreye) (5.100 parlants)
- Gê central
  - Acroá (†)
  - Xavante (9.600 parlants)
  - Xerente (1.810 parlants)
  - Xakriabá (†)
- Gê meridional
  - Xokleng (760 parlants)
  - Kaingáng
    - Kaingáng (18,000 speakers)
    - Kaingáng de São Paulo (†)
    - Ingain (†)
    - Guayana (†)

### Ramirez (2015)
Classificació interna de les llengües gê segons Ramirez, et al. (2015):
Gê
- Gê meridional (continu dialectal)
  - Ingain ↔ Xokleng ↔ Kaigáng
- Gê septentrinal
  - Jê pròpiament dit (Timbira-continu dialectal kayapó)
    - Canela-Krahô ↔ Gavião-Krĩkati ↔ Apinajé ↔ Kayapó ↔ Suyá-Tapayuna ↔ Panará-Kayapó do Sul

  - Akuwẽ (diversos microdialectes)
    - Xavante
    - Xerente (inclosos Xakriabá, Akroá, Gueguê)

Ramirez exclou el jaikó com a possible llengua espúria.

### Nikulin (2020)
Segons Nikulin (2020), la branca interna de la família lingüística gê és:
Gê
- Paraná
  - Ingain
  - Gê meridional
    - Kaingáng
    - Laklãnõ
- Cerrado
  - Akuwẽ
    - Xerénte
    - Xavánte
    - Xakriabá
    - Acroá

  - Gê de Goiás
    - Kayapó meridional
      - dialecte Mossâmedes
      - dialecte Triângulo
        - Panará

    - Gê septentrional
      - Timbíra
        - Parkatêjê; Kỳikatêjê
        - Core Timbíra
          - Krikati; Pykobjê
          - Krahô; Canela (dialectes: Apànjêkra, Mẽmõrtũmre)

      - Trans-Tocantins
        - Apinajé
        - Trans-Araguaia
          - Mẽbêngôkre (dialectrs: Xikrín, Kayapó)
          - Tapajós
            - Kĩsêdjê
            - Tapayúna

Alguns fenòmens fonètics i innnovacions lèxiques que defineixen diversos subgrups gê:
- Proto-gê, meridional *a < *Proto-Jê *ô
- Proto-Cerrado *wa < Proto-Jê *ô
- Proto-gê de Goiás: *am, *um, *ɨm > *ãm, *ũm, *ɨ̃m
  - Proto-gê septentrional: substitució de *kakũm ‘estació seca’ (com en panará akũŋ i Proto-gê central '*wahum amb *aŋgrə
  - Proto-Timbíra: *c > *h
  - Proto-Trans-Tocantins: substitució de *a-mbə ‘menjar (intransitiu)’ amb *ap-ku

## Descripció lingüística

### Fonologia
El sistema vocàlic d'aquestes llengües, com el de moltes altres llengües autòctones de la regió, manté una oposició entre vocals orals i vocals nasals, sent en molts casos la presència de la vocal nasal la que condiciona les variacions de les consonants adjacents, en lloc d'a l'inrevés com succeeix en altres llengües amb vocals nasals. En general el nombre de vocals nasals és inferior al de consonants nasals. Per exemple, en el dialecte del Paraná de la llengua Kaingáng (gê meridional) hi ha nou vocals orals i només cinc vocals nasals:
|          | orals   | orals     | orals    | nasals  | nasals    | nasals |
| anterior | central | posterior | anterior | central | posterior |        |
| -------- | ------- | --------- | -------- | ------- | --------- | ------ |
| tancades | i       | ɨ         | o        | ĩ       |           | ũ      |
| mitjanes | e       | ə         | o        |         | ə̃         |        |
| obertes  | ɛ       | a         | ɔ        | ɛ̃       | ã         |        |

En el Apinayé (gê septentrional) existeixen deu vocals orals i set vocals nasals:
|              | orals   | orals     | orals    | nasals  | nasals    | nasals |
| anterior     | central | posterior | anterior | central | posterior |        |
| ------------ | ------- | --------- | -------- | ------- | --------- | ------ |
| tancades     | i       | ɨ         | o        | ĩ       | ɨ̃         | ũ      |
| semitancades | e       | ə         | o        |         |           | õ      |
| semiobertes  | ɛ       | ʌ         | ɔ        | ɛ̃       | ʌ̃         |        |
| obertes      |         | a         |          |         | ã         |        |

Davis (1966) reconstrueix per al proto-gê un sistema format per nou vocals orals i sis vocals nasals. Quant a les consonants, els inventaris de les llengües yê inclou una sèrie de quatre oclusives (labial, dental, alveo-palatal i vetllar), una altra sèrie de quatre nasals i una altra sèrie de tres aproximants. Algunes llengües presenten desdoblaments d'aquests fonemes per exemple en Kayapó les velars han donat lloc en uns certs contextos a glotals, i les nasals s'han escindit en nasals i oclusives sonores. A continuació es mostra l'inventari fonològic del Kayapó (Gê septentrional) que exhibeix aquests desdoblaments:
|                  | labial | dental | al.-pal. | velar | glotal |
| ---------------- | ------ | ------ | -------- | ----- | ------ |
| obstruent sorda  | p      | t      | ʧ        | k     | ʔ      |
| obstruent sonora | b      | d      | ʤ        | g     |        |
| nasal            | m      | n      | ɲ        | ŋ     |        |
| aproximant       | w      | ɾ      | j        |       |        |

En Xavante (Gê central) les consonants nasals han desaparegut donant lloc a oclusives sonores. També les consonants velars han desaparegut deixant en alguns casos una consonant glotal com a testimoniatge de la seva presència en un període anterior:
|                 | labial | dental | al.-pal. | vetllar | glotal |
| --------------- | ------ | ------ | -------- | ------- | ------ |
| oclusiva sorda  | p      | t      | ʧ        |         | ʔ      |
| oclusiva sonora | b      | d      | ʤ        |         |        |
| aproximant      | w      | ɾ      |          |         | h      |

A diferència d'altres llengües amazòniques, les llengües ben estudiades de la família Gê no posseeixen to distintiu, s'ha suggerit que el Krahô (Timbíra) podria ser una llengua tonal. En qualsevol cas per al proto-gê no s'han reconstruït tons.

### Morfologia
Les llengües gê són aglutinants i lleugerament sintètiques. En algunes parts de la gramàtica usen marcatge del nucli i en altres marcatge del modificador. No posseeixen una morfologia flexional molt àmplia, per la qual cosa les categoria gramaticals es disntinguen més per mitjans sintàctics que morfològics.
Una característica peculiar d'aquestes llengües és que en el marcatge de nucli de sintagmes composts es diferencia entre la referència contextual (CNT) i no contextual (NCNT). Els exemples (1)-(3) procedeixen del Panará:
(1) sɔti j-akoa
animal CNT-boca
'la boca de l'animal'
(2) sɔti j-õtɔ
animal CNT-llengua
'la llengua de l'animal'
(3) s-õtɔ s-akoa amã
NCNT-llengua NCNT-boca en
'la seva llengua en la seva boca'
En (1) i (2) la marca del nucli és j- ja que el posseïdor està adjacent (contextualment contigu) mentre que en (3) la marca és s- ja que el poseerdor no és contextualment contigu. El mateix fenòmens pot observar-se en els exemples (4)-(5) del Timbíra:
(4) i tɛ pĩ.co j-ũʔkʰər
1aSG ERG.PAS arbre.fruit NCNT-comprar
Jo vaig comprar fruita
(5) i tɛ h-ũʔkʰər
1aSG ERG.PAS NCNT-comprar
Jo ho vaig comprar
Aquest recurs no és privatiu de les llengües yê, també apareix dins d'altres llengües de la família macro-yê i fins i tot en llengües no relacionades com les llengües tupíés o les llengües carib.

#### Número
Les llengües yê formalment no distingeixen les formes de singular i de plural, encara que algunes llengües de la família macro-yê si posseeixen marques de plural. Algunes llengües no obstant això malgrat no posseeixen marques de plurals per a noms, tenen marques de plural per als pronoms personals. El Kaingáng fins i tot distingeix en la tercera persona no sols formes de plural sinó també de gènere: ʔaŋ 'ells' / ɸaŋ 'elles'. A més el Kaingáng posseeix formes específiques de plural per a les marques verbals que expressen concordança amb objecte i subjecte.

#### Gènere
Ni les llengües yê, ni de fet la família macro-yê, sembla fer distincions de gènere en el nom o l'adjectiu. Encara que s'ha assenyalat que les llengües Karirí han desenvolupat distincions de gènere, aquest fet sembla una innovació recent. En kipeá per exemple existeixen fins a dotze prefixos afegits a quantificadors i adjectius qualificatius que es refereixen a la forma, el color i la forma dels referents, naturalment aquestes marques poden interpretar-se com lligades a classes nominals o marques de gènere gramatical. Per una altra, part algunes llengües yê meridionals distingeixen gènere en els pronoms de tercera persona.

### Sintaxi
Les llengües yê són llengües de nucli final. Això significa que dins d'un sintagma el nucli tendeix a estar al final. Així en les oracions el verb o nucli oracional es troba en posició final, no existeixen preposicions sinó postposicions (nucli dels sintagmes adposicionals) i els determinants, nucli dels sintagmes determinants, segueixen al nom al qual determinen. Els exemples (6) i (7), presos del dialecte Canyella del Timbíra, mostren la posició final del verb, en el cas intransitivo i transitiu:
(6) Kapi jʌpiɾ
[[Kapi] pujar]
'Kapi va pujar'
(7) i kʰɾa tɛ ɾɔpti pupun
[[1ªsg fill ERG.PAS] [jaguar veure]]
'El meu fill va veure un jaguar'
El següent exemple procedent del kayapó mostra postposicions:
(8) [puɾ kãm] ba [a mʌ̃] [fatxenda ɾe]
[jardí en] 1ªsg [[2ªtu per a] [fruita recollir]]
'Vaig recollir fruites per a tu al jardí'

#### Concordança
En les llengües gê no existeix concordança entre el subjecte i el verb, per la qual cosa el verb no canvia de forma segons la persona gramatical. Per aquesta raó la persona es marca amb un pronom independent situat cap a l'inici de la frase (d'una manera similar a com es marca habitualment la persona en anglès). Els següents exemples presos del kaingáng mostren dos exemples d'oració en què el verb no té cap marca de persona i es redueix a una arrel verbal nua:
(9) ʔɨɲ ɾɛŋɾe wɨ̃ jɛ̃
[1ªsg germà SUJ] esperar
'El meu germà està esperant'
(10) mĩɲ wɨ̃ Kaŋɾɛ̃ɲ tãɲ tĩ
[[jaguar SUJ] [Kanren matar]] ASP
'Un jaguar va matar a Karen'

#### Alineament morfosintàctic
Quant a l'alineament morfosintàctic les llengües yê són llengües de tipus ergatiu, en la qual el subjecte dels verbs intransitivos rep el mateix tractament morfosintàctic que l'objecte dels verbs transitius.

### Comparació lèxica
Els numerals en diferents llengües gê són:
| GLOSSA | Norccidental    | Norccidental | Norccidental | Norccidental         | Central   | Central   | Meridional  | Meridional | PROTO- GE |
| GLOSSA | Apinayé         | Kayapo       | Suyá         | Canela               | Xavante   | Xerente   | Kaináng     | Xokléng    | PROTO- GE |
| ------ | --------------- | ------------ | ------------ | -------------------- | --------- | --------- | ----------- | ---------- | --------- |
| '1'    | pyxi pɨʧi       | pydji        | wɨtɨ         | pyxit pɨʧit          | misi      | smĩsi     | pir         | pil        | *pɨti(t)  |
| '2'    | axkrut aʧikhrut | amanhkrut    | aj'kɾut      | ipijakrut ipijakhrut | maparane  | ponkwanẽ  | régre       | réglẽ      | *-krat    |
| '3'    | (2 + 1)         | (2 + 1)      | (2 + 1)      | incrê [iŋkre]        | siʔubdatõ | mrẽpränẽ  | tãgtũg      | tãgtũg     | (2 + 1)   |
| '4'    | (2 + 2)         | (2 + 2)      |              | (te quat) tɛ qhuat   |           | sikwaĩpse | (tỹ quatro) |            | (2 + 2)   |
| '5'    | many            |              |              | (te cinco) tɛ sĩku   |           | siptatõ   | (tỹ cinco)  |            | (?)       |